# Akyn

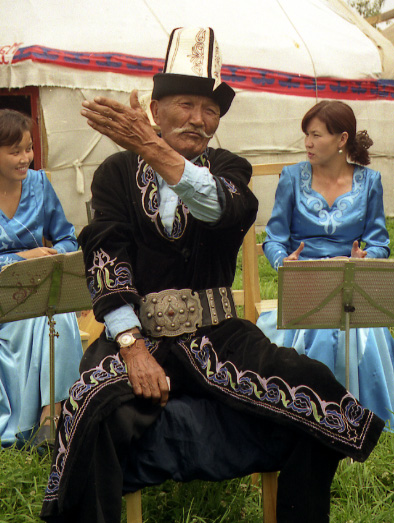
Traditionele Manasji bij een joertkamp in Karakol ten oosten van het Issyk Koelmeer

Een Akyn (Kazachs: ақын; aqın, Kirgizisch: Акын; Akyn, Russisch: акын) is een improviserende dichter en/of bard in de Kazachse en Kirgizische cultuur. De akyns verschillen van de zhrau's, die epossen vertellen en liederen vertolken. Akyns improviseren in de vorm van een liedachtige recitatief, die bij de Kazachen begeleid wordt door een dombra en bij de Kirgiezen door een komoez. Met name vóór de sovjetperiode, toen een groot deel van de bevolking van Centraal-Azië nog uit rondtrekkende vaak analfabetische nomaden bestond, speelden de akyns een belangrijke rol in het vertolken van de gedachten en gevoelens van de bevolking en sociale tekortkomingen en bij het verheerlijken van helden. Akyns uit Kirgizië die voordragen kunnen uit de Manas, worden 'manasji' genoemd.
Bekende Kazachse akyns waren Machambet Oetemisov (1804-1846), Sjerniaz Zjarylgasov (1817-1881), Soejoembai Aronov (1827-1897), Dzjamboel Dzjabajev (1846-1945) en Kenen Azerbajev (1884-1976) en bekende Kirgizische akyns waren Togolok Moldo (1860-1942) en Toktogoel Satylganov (1864-1933).
De dichtkunst van de Akyn staat sinds 2003 vermeld op de Lijst van Meesterwerken van het Orale en Immateriële Erfgoed van de Mensheid.